# ميخائيل كارلسن
ميخائيل كارلسن (بالنرويجية البوكمول: Michael Karlsen)‏ (3 فبراير 1991 في النرويج - ) هو لاعب كرة قدم نرويجي في مركز الهجوم. لعب مع نادي روسنبورغ وRanheim Fotball ‏ وIL Hødd ‏ وTillerbyen FK ‏.

## وصلات خارجية
- ميخائيل كارلسن على موقع اتحاد النرويج (النرويجية)
- ميخائيل كارلسن على موقع قاعدة بيانات كرة القدم.إي يو (الإنجليزية)